# محمد الكحلوت
محمد بدر الكحلوت (مواليد 7 مارس 1985) هو لاعب كرة قدم قطري يجيد اللعب كمهاجم.
لعب سابقاً لأندية السيلية و الشمال و المرخية و معيذر و البدع .